# Хърбърт Уест - съживителят на мъртвите
„Хърбърт Уест – съживителят на мъртвите“ (на английски: Herbert West—Reanimator) е кратък роман на американския писател Хауърд Лъвкрафт, написан между октомври 1921 и юни 1922 г., и отпечатан през февруари – юли 1922 г. в списанието „Home Brew“.
В България, романът е публикуван през 2011 г., като част от сборника „Възкресителят“, на издателска група „България“ под името „Хърбърт Уест – съживителят на мъртвите“.

## Сюжет
Внимание:  Текстът по-долу разкрива сюжета на произведението (или части от него)!
Хърбърт Уест е талантлив хирург, който мечтае да успее да върне живот в мъртво тяло. Гениалният му, „демоничен“ ум успява да измисли разтвори, които отново да вдъхнат живот в умрелия, но да възстанови разума се оказва невъзможно. Решен да постигне това, Уест започва да експериментира с все повече трупове, създавайки изроди, чиито живот после е принуден да отнеме. Потъвайки в мрачната си страст, докторът се превръща в чудовище и дори отива в световната война, за да си добавя още мъртъвци за ужасяващите експерименти. Годините минават, когато някои от чудовищата му, успели да се изплъзнат, решават да ликвидират своя създател...